# Baihua, Inre Mongoliet
Baihua Xiang (kinesiska: 白桦乡, 白桦) är en socken i Kina.   Den ligger i provinsen Inre Mongoliet, i den nordöstra delen av landet, 1 300 km nordost om huvudstaden Peking.